# Charles Louis de Chasseloup de La Motte
Pour les articles homonymes, voir Chasseloup.
Charles Louis de Chasseloup de La Motte, né à Castres le 13 avril 1792 et mort à Paris le 30 avril 1860, est un militaire et statisticien français.

## Biographie
D'une famille d'Angles-sur-l'Anglin, parent de Julien Augustin Chasseloup de Chatillon et fils de Louis-Alexis Chasseloup de La Mothe, lieutenant-colonel en poste dans le Tarn,,, Charles Louis de Chasseloup de La Motte suit la carrière militaire.
Garde d'honneur au 3e régiment en 1813, il prend part aux campagnes de Saxe et de France. Il devient adjoint au commissaire des guerres. Lieutenant des Garde du corps du roi et chevalier de la Légion d'honneur en 1814, il est nommé lieutenant au régiment de cuirassiers d’Angoulême en 1815. Passé au corps royal d'État-major en 1820, capitaine en 1823, il prend part à l'expédition d'Espagne en cette qualité et y reçoit l'ordre de Saint-Ferdinand (Espagne).
Retourné à la vie civile en 1830, il s'occupa des questions économiques, industrielles et commerciales.
En 1844, il reçut le titre de vicomte par autorisation de transmission du titre de son beau-père, le colonel Mathieu de Tisseuil.
Nommé sous-chef du bureau central des statistiques en 1846, Chasseloup de Lamothe en devient chef en 1853.
Il eut deux filles, toutes deux religieuses.

## Ouvrages
- « L'Espagne, tableau politique, civil, religieux, administratif, industriel, commercial, géographique, historique, etc., de la Péninsule, suivie d'une description détaillée des provinces de Vascongades et de Navarre (théâtre actuel de la guerre), avec cartes » - 1835
- « Études sur les chemins de fer au point de vue des mouvements militaires » - 1857